# Школа Чартергаус
Школа Чартергаус (англ. Charterhouse School) — одна з найбільших та найстаріших привілейованих шкіл Великої Британії зі складними вступними іспитами. У 2006 році Чартергаус визнали найдорожчою школою Великої Британії.

## Розташування
Школа-пансіон Чартергаус розташована у графстві Суррей, Ґодалмінґ, всього за 20 км NW від Лондона і неподалік від Гілфорда. Територія школи займає площу в 250 акрів.

## Історія

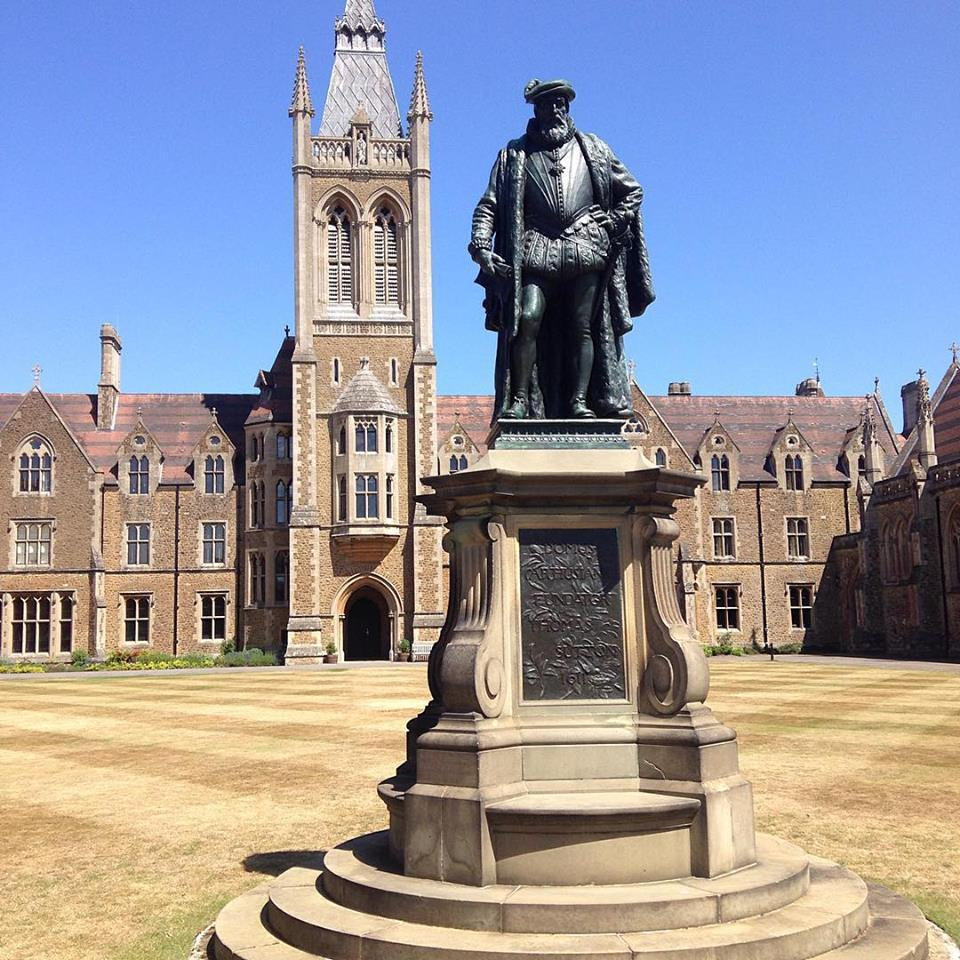
Статуя Томасу Саттону

Школа була заснована у 1611 році державним службовцем, підприємцем та лихварем Томасом Саттоном, одним з найзаможніших людей свого часу. Спочатку розташовувалася в Лондоні, у будівлі колишнього Картезіанського монастиря. Учнів школи досі називають картезіанцями. На своє нинішнє місце школа переїхала в 1872 році, коли директор школи доктор Браун придбав 27 гектарів на вершині пагорба за межею Ґодалмінґа. Там були зведені головна будівля школи Чартергаус і три гуртожитки. У міру зростання кількості учнів добудовувались й інші. Серед вже сучасних будівель є театр, студія мистецтв, центр технологій, музичний центр, поля для гольфу, спортивний центр, легкоатлетичний трек, сучасні спортивні майданчики, критий басейн, 18 тенісних кортів та 18 футбольних майданчиків, 11 полів для крикету.
Будівля каплиці в Чартергаус побудована за проектом архітектора Скотта, творця символічної англійської червоної телефонної будки. Каплицю освятили у 1927 році в пам'ять про 700 учнів, полеглих у Першій світовій війні. Каплиця у Чартергаусі відома як найбільший військовий меморіал Англії. Імена 350 учнів, полеглих у Другій світовій війні, були додані до списку в середині ХХ століття.

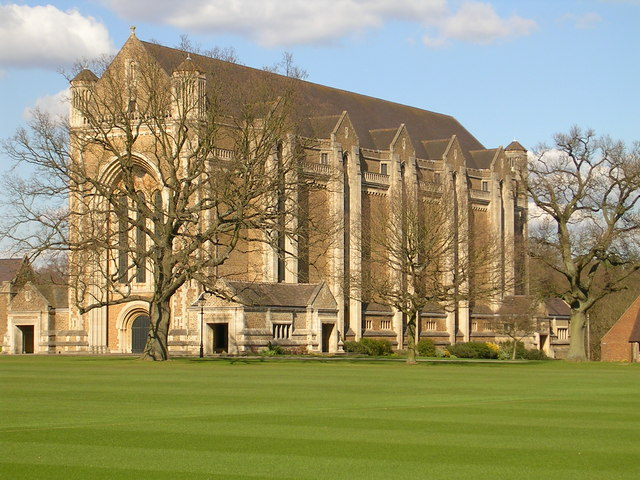
Каплиця у Чартергаусі

До 1970 року Чартерхаус залишався школою для хлопчиків, пізніше у випускні класи були допущені дівчатка. Більшість хлопчиків приходить у Чартергауз з підготовчих шкіл у віці 13 років. Щорічно до школи вступає приблизно 400 учнів. У двох старших класах навчаються близько 110 дівчаток. Іноземні школярі приймаються в школу тільки в 9-й клас.
В основі виховання школи закладені християнські цінності. Школа прагне стимулювати незалежне вивчення предметів і наукову допитливість і, разом з тим, любов до спорту і до мистецтв, виховує почуття впевненості, індивідуальності та прагнення служити на благо суспільства.

## Освітні програми
Освітні програми охоплюють процес навчання і виховання хлопчиків і дівчаток віком від 13 до 18 років і включають:
| Клас / рік навчання: | Освітня програма | Результати навчання / Освітні рівні |
| -------------------- | ---------------- | --- |
| 9                    | Fourth Form      | Основи для опанування програми, необхідної для отримання Загального сертифіката середньої освіти чи Загального міжнародного сертифіката середньої освіти                       |
| 10, 11               | Fifth Form       | Загальний сертифікат середньої освіти чи Загальний міжнародний сертифікат середньої освіти                                                                                     |
| 12, 13               | Sixth Form       | Загальний сертифікат освіти Рівень-А (англ. The General Certificate of Education (GCE) Advanced Level (A Level))                                                               |
| 12, 13               | Sixth Form       | Кембриджська до-університетська кваліфікація (англ. The Cambridge pre-university qualifications (Pre-U))                                                                       |
| 12, 13               | Sixth Form       | Диплом міжнародного бакалаврвту (англ. International Baccalaureate Diploma (ib Diploma))                                                                                       |
| 12, 13               | Sixth Form       | Диплом Ради з розвитку бізнесу та технологій розширеного 3 рівня (англ. The Business and Technology Education Council (BTEC) Level 3 Extended Diploma (BTEC Extended Diploma)) |

Школа та її освітні програми для здобуття сертифікатів GCSE, IGCSE, A Level та Pre-U акредитовані в Кембриджській системі міжнародного екзаменування. Програми для здобуття диплому міжнародного бакалаврату акредитовані їх розробником — міжнародною некомерційною приватною освітньою фундацією International Baccalaureate 4 листопада 2010 року. Програми для здобуття диплому BTEC Extended Diploma акредитовані в системі Edexcel.

## Мовні програми
Усі предмети у школі викладають англійською. Першою іноземною мовою є французька. Другу іноземну мову школярі можуть вибирати із сучасних іспанської чи німецької або класичних латинської чи грецької. Учні, які навчаються за програмою міжнародного бакалаврату, мають змогу вивчати, окрім зазначених, і італійську чи шведську, або китайську чи мандарин.

## Спорт і дозвілля
Випускники школи Чартергаус заснували футбольний клуб «Сток Сіті» у 1863 році. Головні види спорту, спортивні секції які може відвідувати будь-яка дитина — це регбі, нетбол, хокей, лакрос, стрільба, атлетика, крос, ітонський файвз, плавання, підводне плавання, сквош, теніс, карате, гольф, фехтування.
Школа регулярно організовує поїздки в різні країни для всебічного розвитку своїх учнів.

## Відомі випускники школи

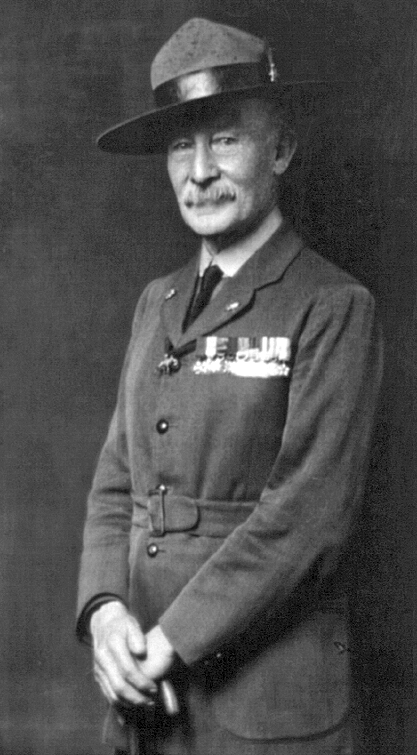
Роберт Бейден-Павелл

- Джон Веслі — засновник Методистської церкви.
- Вільям Блекстон — англійський юрист та історик права.
- Вільям Волластон — англійський вчений, який відкрив паладій (1803) і родій (1804), вперше отримав у (1803) в чистому вигляді платину.
- Роберт Бейден-Павелл — засновник Скаутського руху у світі.
- Ральф Воан-Вільямс — британський композитор, органіст, диригент і музично-громадський діяч.
- Ієн Воллес — британський оперний співак шотландського походження, бас-баритон.
- Джеремі Гант — британський політик-консерватор. З 2010 по 2012 був міністром у справах культури, засобів масової інформації, спорту.
- Дуглас Карсвелл — британський політик, член Палати громад з 2005 року.
- Роберт Бенкс Ліверпул Дженкінсон — британський політичний діяч.
- Чарлз Кардейл Бабінгтон — британський ботанік, професор ботаніки, міколог та археолог.
- Ісаак Барроу — англійський математик, фізик і богослов, відомий багатьма вченими працями, був учителем Ньютона.
- Джозеф Еддісон — англійський письменник-есеїст, публіцист, драматург та політичний діяч партії вігів.
- Вільям Теккерей — англійський письменник-сатирик.
- Роберт Грейвс — британський поет, романіст і критик.
- Пітер Гебріел — британський співак і музикант. Лауреат премії «Квадрига» 2008 року.